# زيف (قرية)
زيف قرية فلسطينية قرب مدينة يطا في محافظة الخليل تقع على بعد 7 كيلومترات إلى الجنوب من مركز مدينة الخليل . وتقع القرية في جنوب الضفة الغربية. وفقا للجهاز المركزي للإحصاء الفلسطيني، يبلغ عدد سكان زيف قرابة 848 نسمة في عام 2007. كان سكان زيف من اليهود على الأقل حتى القرن الرابع، لكنها تحولت المسيحية في العصر البيزنطي. ومنذ الفتح الإسلامي فإن سكانها مسلمون 